# بقایای قلعه گل
بقایای قلعه گل مربوط به دوره اشکانیان تا سده‌های اولیه دوران‌های تاریخی پس از اسلام است و در شهرستان دره‌شهر، بخش مرکزی، دهستان زرین‌دشت، در میان منازل مسکونی روستای قلعه گل واقع شده و این اثر در تاریخ ۹ بهمن ۱۳۸۶ با شمارهٔ ثبت ۲۰۷۳۳ به‌عنوان یکی از آثار ملی ایران به ثبت رسیده است.